# Andowiak oliwkowy
Andowiak oliwkowy (Thomasomys andersoni) – gatunek ssaka z podrodziny bawełniaków (Sigmodontinae) w obrębie rodziny chomikowatych (Cricetidae).

## Zasięg występowania
Andowiak oliwkowy występuje na wschodnich stokach Andów w środkowo-zachodniej Boliwii (departamenty La Paz i Cochabamba).

## Taksonomia
Gatunek po raz pierwszy zgodnie z zasadami nazewnictwa binominalnego opisali w 2007 roku boliwijski zoolog Jorge Salazar-Bravo oraz amerykański zoolog Terry L. Yates na łamach czasopisma „University of California Publications in Zoology” i nadając mu nazwę Thomasomys andersoni. Holotyp pochodził z Corani Hydroelectric Plant, w departamencie Cochabamba, w Boliwii. Holotyp, którym był młody samiec, został schwytany przez Jorge Salazara-Bravo w karłowatym lesie zlokalizowanym w boliwijskiej prowincji Chapare (departament Cochabamba) 30 lipca 1993. Okaz przechowywany jest w Museum of Southwestern Biology (NK 30587). Gatunek został po raz pierwszy opisany naukowo w 2007 na łamach czasopisma „University of California Publications in Zoology”.
Autorzy Illustrated Checklist of the Mammals of the World uznają ten takson za gatunek monotypowy rozpoznają podgatunków.

### Etymologia
- Thomasomys: Oldfield Thomas (1858–1929), brytyjski zoolog, teriolog; gr. μυς mus, μυος muos „mysz”[5].
- andersoni: dr. Sydney Anderson (1927–2018), amerykański teriolog, emerytowany kurator Amerykańskiego Muzeum Historii Naturalnej, autor publikacji „Mammals of Bolivia” wydanego w 1997 roku[6][7].

## Morfologia
Długość ciała (bez ogona) 108–110 mm, długość ogona 122–128 mm, długość ucha 20–21 mm, długość tylnej stopy 22–26 mm; masa ciała 35–38 g. Andowiak oliwkowy jest gryzoniem o średniej wielkości. Ciało pokrywa stosunkowo długa sierść (około 11 mm). W części grzbietowej futro wybarwione na kolor brązowo-oliwkowy, po bokach przechodzący w płowoochrowy, zaś w części brzusznej płowożółty (z włosem szarym u jego nasady i matowo biały, przechodzący w płowożółty na końcach). Ogon stanowi 46–53% całkowitej długości. Łapy są stosunkowo krótkie i szerokie, podeszwy bez sierści.

### Kariotyp
Garnitur chromosomowy andowiaka oliwkowego tworzą 22 pary (2n = 44) chromosomów (FN = 42).